# Marcus Welby, M.D.
Marcus Welby, M.D. is een Amerikaanse drama-doktersserie. Hiervan werden 171 reguliere afleveringen gemaakt die oorspronkelijk van 23 september 1969 tot en met 4 mei 1976 werden uitgezonden op ABC. De serie volgde op een ruim anderhalf uur durende pilotaflevering getiteld A Matter of Humanities die op 26 maart 1969 in première ging en werd vervolgd in de vorm van twee televisiefilms: The Return of Marcus Welby, M.D. (1984) en Marcus Welby, M.D.: A Holiday Affair (1988). Acteur Robert Young speelde in zowel de pilot, serie als beide televisiefilms hoofdpersonage Marcus Welby.
Marcus Welby, M.D. werd twaalf keer genomineerd voor een Golden Globe, die het vier keer daadwerkelijk won: die voor beste dramaserie in 1970, die voor beste bijrolspeler in een televisieserie in 1971 en 1973 (twee keer James Brolin) en die voor beste hoofdrolspeler in een dramaserie in 1972 (Robert Young). Ook werd de serie negentien keer genomineerd voor een Primetime Emmy Award, waarvan er vier werden gewonnen: die voor beste dramaserie, die voor beste hoofdrolspeler in een dramaserie (Young), die voor beste bijrolspeler in een dramaserie (Brolin) en die voor beste cinematografie (voor de aflevering 'Hello, Goodbye, Hello'), allemaal in 1970. 

## Uitgangspunt
Doktoren Marcus Welby en Steven Kiley hebben samen een praktijk in Santa Monica, waarin ze worden bijgestaan door doktersassistente en secretaresse Consuelo Lopez. Waar Welby in zijn behandelingen graag afwijkt van de standaard behandelmethodes, werkt de aanzienlijk jongere Kiley liefst volgens het boekje. Samen krijgen ze de meest uiteenlopende aandoeningen en ziektebeelden op hun bordjes, die stuk voor stuk onlosmakelijk verbonden zijn aan verschillende patiënten en hun naasten.

## Rolverdeling
*Castleden in 160+ afleveringen
- Robert Young - Marcus Welby
- James Brolin - Steven Kiley
- Elena Verdugo - Consuelo Lopez

*Overige cast (10 tot 25 afleveringen)
- Pamela Hensley - Janet Blake
- Sharon Gless - Kathleen Faverty
- Marcia Ralston - Nurse Donnelly
- Connie Izay - Anesthesiologist
- Anne Schedeen - Sandy Porter, Welby's dochter
- Gavin Brendan - Phil Porter, Porters zoon, Welby's kleinzoon